# Математическая энциклопедия Клейна
Математическая энциклопедия Клейна (нем. Encyklopädie der Mathematischen Wissenschaften mit Einschluss ihrer Anwendungen, EMW, в переводе: «Энциклопедия математических наук, включая их приложения») — первая в мире математическая энциклопедия, опубликованная на немецком языке в шести томах в период 1898—1933 годов. Организаторами проекта стали немецкие математики Феликс Клейн и Франц Майер.
Полный объём издания составляет около 20 000 страниц. Содержание тематически разделено на 6 томов,, в свою очередь разбитых на 23 отдельные книги:
Том 1 («Арифметика и алгебра»): 1-1, 1-2
Том 2 («Анализ»):  2-1-1, 2-1-2, 2-2, 2-3-1, 2-3-2
Том 3 («Геометрия»):  3-1-1, 3-1-2, 3-2-1, 3-2-2a, 3-2-2b, 3-3
Том 4 («Механика»):  4-1, 4-2, 4-3, 4-4
Том 5 («Физика»):  5-1, 5- 2, 5-3
Том 6 («Геодезия и астрономия»):  6-1, 6-2-1, 6-2-2
Энциклопедия публиковалась издательством B. G. Teubner Verlag, издателем журнала «Mathematische Annalen».
Сегодня в интернете предоставлен онлайн-доступ ко всем томам энциклопедии, отдельные части размещены также на archive.org.

## История
Идея проекта возникла во время поездки Феликса Клейна, Генриха Вебера и Франца Майера в горы Гарца (1894 год). В создании первой в мире математической энциклопедии приняли участие ведущие математики и физики Западной Европы 1900—1920 годов. Проект изначально планировался как международный, кроме немецких учёных, к написанию статей были привлечены математики и физики Италии, Великобритании и Франции. Были задействованы академии Мюнхена, Лейпцига, Геттингена и Вены. Первоначально предполагалось дать как можно более краткие обзорные статьи, однако сделать это не вполне удалось, уже первые тома содержали обширные исследования.
Номинальным президентом-основателем проекта был Франц Майер. Председателем комиссии по изданию энциклопедии стал ученик Клейна, тоже известный математик, Вальтер фон Дик. В 1904 году он представил предварительный отчёт об издательском предприятии, в котором формулировалась основная цель издания:

Задача заключалась в том, чтобы представить простое и краткое, но как можно более полное изложение современной математики и её последствий, а также указать с помощью подробной библиографии историческое развитие математических методов с начала девятнадцатого века.

В 1908 году фон Дик сделал доклад о проекте на Международном конгрессе математиков в Риме.

## Содержание
Первый том «Арифметика и алгебра» (в двух отдельных книгах) появился между 1898 и 1904 годами. Среди текста этого тома — обширная статья Дмитрия Селиванова о конечных разностях.
В томе 2 «Анализ», изданном между 1900 и 1927 годами, соредакторами были  Вильгельм Виртингер и Генрих Буркхардт. Буркхардт ранее написал пространный исторический обзор математического анализа, сокращённый им для EMW.
Том 3, посвящённый геометрии, редактировал Франц Майер. Эти статьи были опубликованы между 1906 и 1932 годами в книге «Дифференциальная геометрия» (1927 год) и в книге «Специальные алгебраические поверхности» (Spezielle algebraische Flächen, 1932 год).
Том 4 касался проблем механики и был отредактирован Феликсом Клейном и Конрадом Мюллером.
Том 5 («Физика») редактировал Арнольд Зоммерфельд при участии Хендрика Лоренца.
Том 6 состоял из двух тематических частей (раздел геодезии и геофизики в первой книге и раздел астрономии в двух отдельных книгах второй части). Статьи по геодезии и геофизике редактировали Филипп Фуртвенглер и Э. Вейхарт. Астрономией занимались Карл Шварцшильд и Сэмюэль Оппенхайм.
Некоторые из статей энциклопедии считаются классическими, например статья Вольфганга Паули по теории относительности, Татьяны и Пауля Эренфестов по статистической механике, Макса Дена и Поуля Хеегарда по топологии.

## Оценки
В 1905 году Альфред Бухерер признал влияние энциклопедии на утверждение общепринятых обозначений для векторного анализа во втором издании своей книги:
В 1916 году американский математик Джордж Абрам Миллер отметил: «Одним из больших преимуществ этой большой энциклопедии является то, что она стремится избежать дублирования, устанавливая более высокий минимум общих математических знаний».
В своем обзоре японского «Энциклопедического словаря математики» (1954 года издания) Жан Дьёдонне сравнивает его с энциклопедией Клейна, осуждая ориентацию последней на прикладную математику и исторический уклон:

Огромное увеличение объёма было достигнуто за счёт устранения значительной части дискурсивности старой Encyklopädie — подавляющей части его исторической информации (которая часто дублировалась); большого количества второстепенных результатов, которые напрасно загромождали многие статьи; и, наконец, всех частей, посвященные астрономии, геодезии, механике и физике, не имевших значительного математического содержания. Благодаря этому оказалось возможным втиснуть примерно в одну десятую основной части Encyklopädie более ценный объем информации по науке, которая, безусловно, в настоящее время в десять раз обширнее, чем в 1900 году.

В 1982 году историк Пол Хенли в связи с историей воздухоплавания писал:

Как организатор и редактор монументальной «энциклопедии математических наук, включая их приложения», [Клейн] составил сборник исчерпывающих исследований, которые стали стандартным справочником по математической физике… энциклопедия Клейна в целом послужила моделью для более поздней публикации Aerodynamic Theory, шеститомной энциклопедии науки о полёте, которую Дюранд редактировал в середине 1930-х годов.

Историк науки Айвор Греттен-Гиннесс в 2009 году заметил:

Многие из статей были первыми по своей теме, а некоторые до сих пор остаются последними или лучшими. Некоторые из них содержат прекрасную информацию о более глубоком историческом прошлом. Особенно это касается статей по прикладной математике, в том числе инженерной, что подчёркнуто в названии.

## Переводы
Между 1904 и 1916 годами вышел французский перевод «Энциклопедии Клейна» (Encyclopédie des Sciences mathématiques pures et appliquées) под общей редакцией Жюля Молька. По словам Жанны Пеффер, «французское издание примечательно тем, что историческая часть более глубока и часто более точна, чем оригинальная немецкая версия (благодаря сотрудничеству историков науки Поля Таннери и Густава Энестрёма)».

## Тексты в интернете
- Все тома из Göttinger Digitalisierungszentrum, который является академической онлайн-службой Göttinger Digitalisierungszentrum .

Отдельные тома в Интернет-архиве:
- Том 1 часть 1 .
- Том 2 часть 3-1 .
- Том 4 часть 4
- Том 5 часть 2